# Leucocyphoniscus solarii
Leucocyphoniscus solarii is een pissebed uit de familie Trichoniscidae. De wetenschappelijke naam van de soort is voor het eerst geldig gepubliceerd in 1914 door Brian.